# Zákányfalu
Zákányfalu ist eine ungarische Gemeinde im Kreis Csurgó im Komitat Somogy.

## Geografische Lage
Zákányfalu liegt gut 11 Kilometer westlich der Kreisstadt Csurgó, ungefähr drei Kilometer von der Grenze zu Kroatien entfernt. Nachbargemeinden sind Őrtilos, Zákány, Surd und Belezna.

## Infrastruktur
Im Ort gibt es Kindergarten, Bücherei, Hausarztpraxis, Post, Gemischtwarenläden, das Bürgermeisteramt und eine Kirche.

## Sehenswürdigkeiten
- Römisch-katholische Kirche Keresztelő Szent János, 1811 erbaut im spätbarocken Stil
- Schloss Zichy (Zichy-kastély), erbaut 1835

## Verkehr
Durch Zákányfalu verläuft die Landstraße Nr. 6804. Es bestehen Busverbindungen nach Őrtilos, über Surd nach Nagykanizsa sowie über Zákány nach Gyékényes, wo sich der nächstgelegene Bahnhof befindet.